# Pierrefitte (Deux-Sèvres)
Pierrefitte es una comuna francesa situada en el departamento de Deux-Sèvres, en la región de Nueva Aquitania.

## Demografía
| 488 | 445 | 410 | 373 | 294 | 307 | 323 |
| Para los censos de 1962 a 1999 la población legal corresponde a la población sin duplicidades (Fuente: INSEE [Consultar]) |     |     |     |     |     |     |